# とぶくすり友の会
とぶくすり友の会（とぶくすりとものかい）は、テレビ番組『とぶくすり』のメンバーを友の会として結束させ、みんなで楽しいことをしようとナインティナインの岡村隆史が1993年8月12日に発足。『とぶくすり』史上初のロケ企画として、メンバー8人全員が集まって秘密基地を作ったり、『夢がMORI MORI』のスーパーキックベースに出場したりした。やがてこの友の会はロケ企画にはとどまらず、番組のサポーターであるファンの人たちと一緒に集まって楽しもうというとぶくすりイベントへと発展。ちなみにとぶくすり友の会は会員証や、会費、会報などはいっさいない精神的なファンクラブであり、番組にハガキをくれた人、番組のファンの人などが自動的に友の会会員として承認された（イベントなどに参加した場合は実際に会報が配布されたことがあった）。

## とぶくすり友の会の有名人会員
1. 森口博子
2. 香取慎吾（SMAP）
3. 森脇健児
4. 木村拓哉（SMAP）
5. 武田真治
6. 渡辺満里奈
7. 林家こぶ平（現・林家正蔵 (9代目)）
8. 内村光良（ウッチャンナンチャン）
9. 大竹まこと
10. 常盤貴子
11. 今田耕司
12. 沖本美智代
13. 中山秀征
14. 武田修宏
15. 藤吉信次
16. 結城貢
17. 細川ふみえ
18. 本木雅弘
19. 矢部藤四郎（矢部の祖父）
20. デーブ・スペクター
21. 松崎しげる
22. 袴田吉彦
23. かとうれいこ
24. 篠原涼子
25. 鶴久政治
26. 黒田勇樹
27. 千葉麗子
28. 神田利則
29. 豊田真奈美
30. 国分太一
31. 市井由理
32. 山本太郎
33. access
34. 吉野公佳
35. BOSE
36. CHARA
37. 荒木定虎
38. つんく

（番外）鋤柄昌宏・菊原志郎
（コメントは収録したが面白くなかったためカットされて除外）中居正広

## とぶくすり友の会（ロケ企画）
- 会報その1 銭湯に入ろう!パーティー
- 会報その2 花火&ナンパ大会
- 会報その3 とぶくすり友の会 in 渋谷
- 会報その4 ヴェルディ川崎とショートコントをしよう!大会
- 会報その5 絶叫マシンに乗ってネタをやろう大会
- 会報その6 超人気雑誌の編集部に遊びに行こう大会
- 会報その7 河原で遊んでお弁当をたべよう大会
- 会報その8 みんなで友の会の秘密基地を作ろう大会!
- 会報その9 友の会大集会 ファイヤーフェスティバル'94
- 会報その10 夢MORIスーパーキックベースボールに出よう大会
- 会報その11 寒いのでボクシングで体を動かそう!大会
- 会報その12 上越国際スキー場でまあまあワーワー言うて適当に遊ぼう!大会
- 会報その13 みんなでワーワーブーブー言うてとぶくすりZ号を作ろう!大会
- 会報その14 代々木公園でワーッと遊ぼう!大会